# Азорски антициклон
Азорски антициклон (Азорски максимум притиска) је област високог ваздушног притиска карактеристична за област јужно од Азорских острва у Атлантику. Према постојаност он је полусталан и јавља се током лета на северној хемисфери. Одликују га висок притисак до 1.024 милибара. Утиче на временске прилике у северној Африци (аридност Сахаре), затим Иберијском полуострву, Француској, Бенелуску и већем делу Медитерана.
Азорски максимум притиска је издужен према западу све до Бермудских острва, па се у САД назива и Бермудски антициклон, зато што лети утиче на појаву суша и високим температура у источним Сједињеним Државама. Пред зиму антициклон се спушта према екватору и његово место заузима циклон, тј. поље ниског ваздушног притиска, које обухвата простор Медитерана и Иберијског полуострва.